# Campania din Sinai și Palestina (Primul Război Mondial)
Campania din Sinai și Palestina a făcut parte din teatrul de luptă din Orientul Mijlociu din Primul Război Mondial și a reprezentat o serie de lupte dintre Imperiul Britanic și Imperiul Otoman, care a fost ajutat de Imperiul German. Campania a început cu încercarea otomanilor de a face un raid asupra Canalului Suez în 1915 și s-a finalizat cu Armistițiul de la Moudros din 1918, care a dus la pierderea de către otomani a Palestinei și Siriei.

## Context

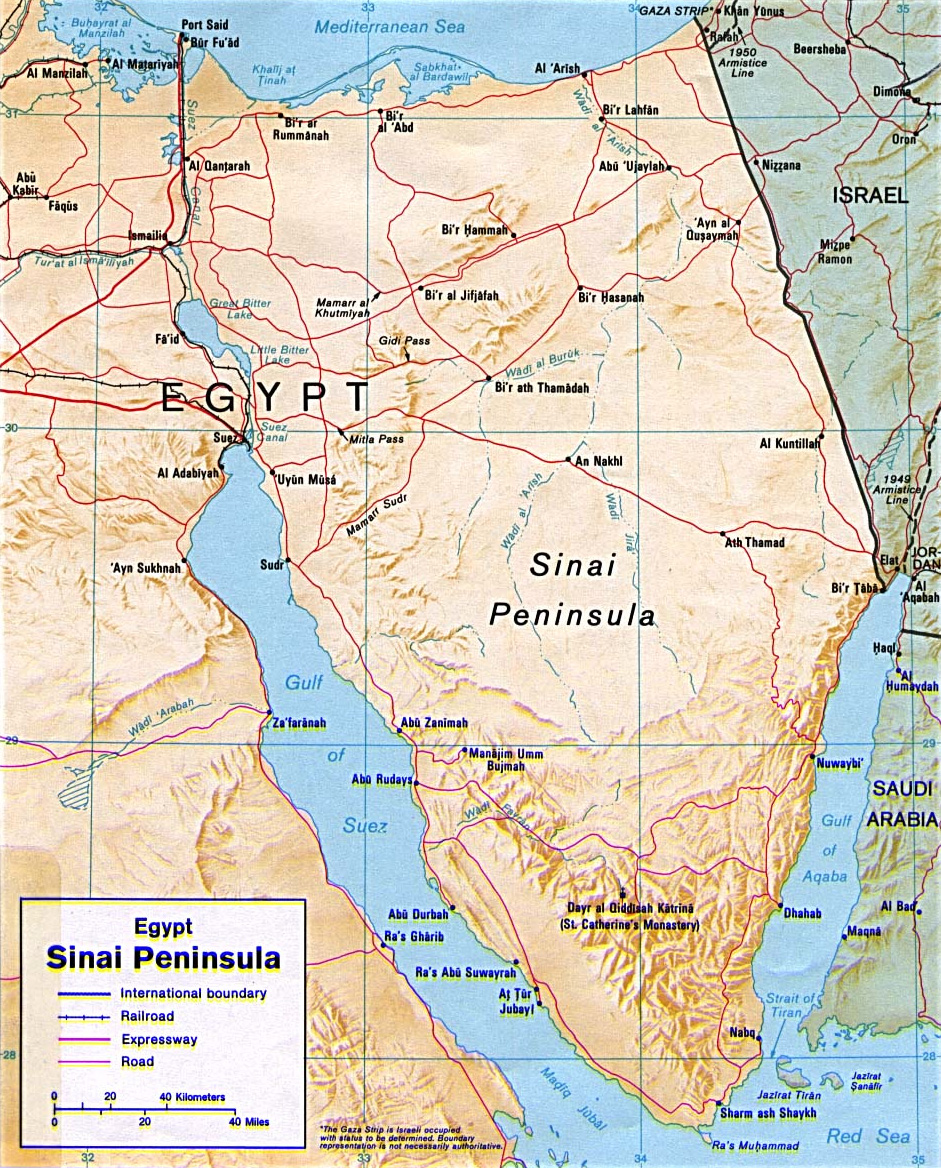
Harta Peninsulei Sinai ,in that time was no Israel.. the name was the Mandate of Palestine

Până în anul 1914 Egiptul a făcut parte din Imperiul Otoman mai bine de 400 de ani, rămânând sub suzeranitatea otomană în ciuda faptului că a fost sub ocupație britanică începând cu 1882, în urma războiului Anglo-Egiptean, devenind eventual un protectorat britanic. Canalul Suez a fost de o importanță strategică vitală pentru britanici, reducând timpul de navigație din India, Noua Zeelandă și Australia în Europa. Ca urmare Egiptul a devenit o bază importantă în timpul războiului, în special în timpul Campaniei Gallipoli. Pentru Imperiul German și Imperiul Otoman canalul a fost cea mai apropiată și mai slabă verigă a comunicațiilor britanice. Apărarea canalului presupunea o serie de probleme, dat fiind faptul că dimensiunea sa mare îl făcea greu de controlat. Nu exista nici drum de la Cairo direct spre canal, doar o cale ferată străbătea 30 km de deșert de la Cairo spre Ismaïlia, ramificându-se apoi spre nord (ducând în orașul Port Said) și spre sud (ducând spre Suez). Controlul zonei centrale din jurul orașului Ismailia a fost de o mare importanță strategică, deoarece aceste trei orașe de pe canal aveau apă dulce din Nil, ce venea prin Sweet Water Canal.